# Teerkuhlen am Kuhlenberg

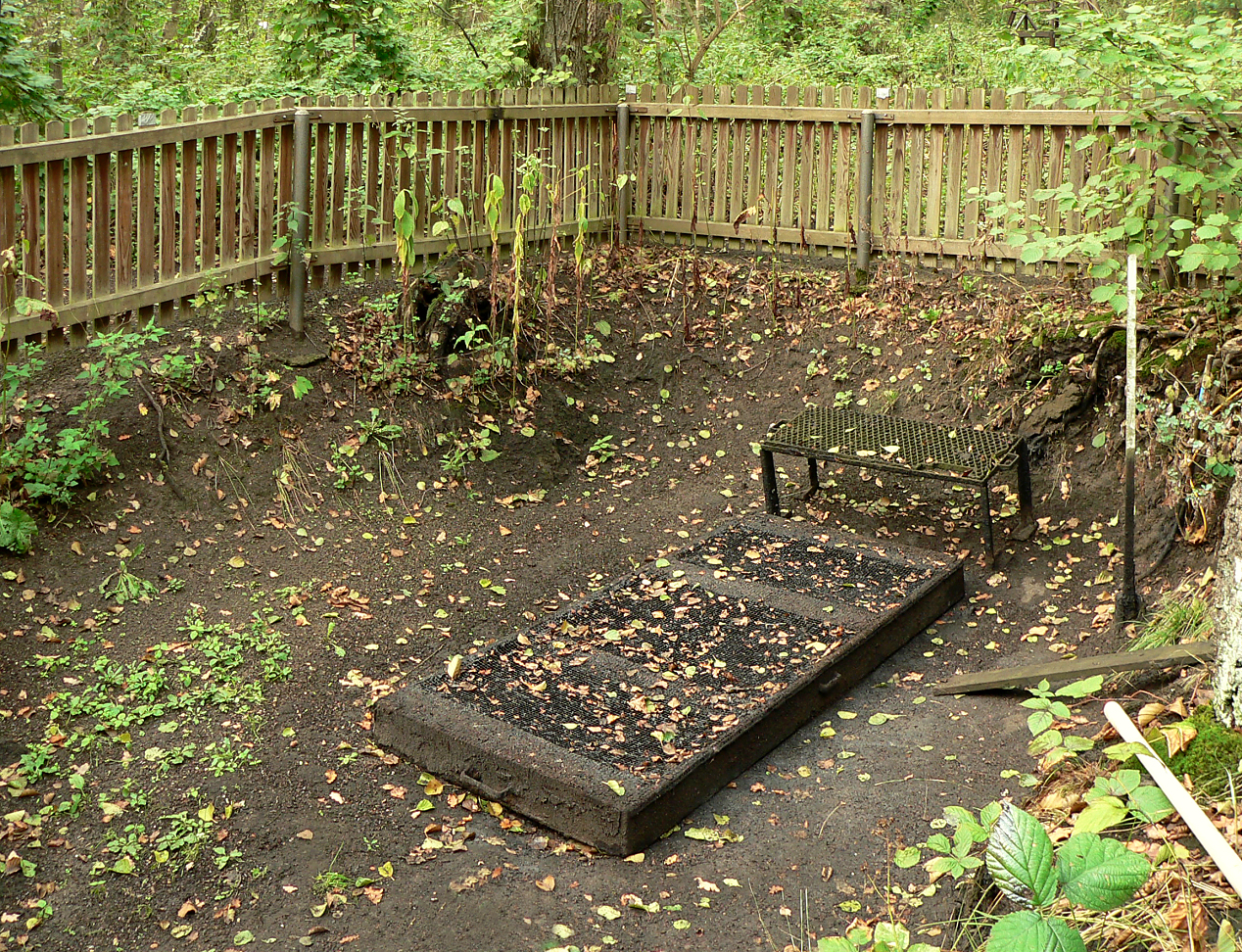
Die rekonstruierte Teerkuhle am Kuhlenberg, abgedeckt mit einem Rost

Die Teerkuhlen am Kuhlenberg befinden sich nördlich von Hänigsen in der Gemeinde Uetze (Region Hannover) am Celler Weg. Sie liegen am Kuhlenberg, der als leichte Anhöhe das Umland um rund zwei Meter überragt. Es handelte sich um künstlich geschaffene Senken mit ausgehobenen Gruben, in denen dickflüssiges Erdöl zutage trat, das irrtümlich als Teer bezeichnet wurde. Geologisch sind die Teerkuhlen Erdölausbisse einer undichten Lagerstätte im südlichen Bereich von Ölfeldern, die dem Salzstock Wathlingen – Hänigsen angelagert sind. Die schon im 16. Jahrhundert erwähnten Ölquellen, die bis auf eine rekonstruierte Teerkuhle zugeschüttet sind, gelten als die wichtigsten Zeugnisse der Geschichte Hänigsens.

## Geschichte
Die Teerkuhlen am Kuhlenberg wurden schon im Jahr 1546 vom Chemnitzer Geologen und Bürgermeister Georgius Agricola in seinem Werk De natura eorum, quae effluunt ex terra erwähnt. Sie spiegeln eine frühe und technisch sehr einfache Form der Erdöl-Gewinnung, bei der Menschen durch Holzverschalungen rechteckige Bodenvertiefungen an wasserführenden, natürlichen Ölquellen stabilisierten. Der auf dem Grundwasser abgelagerte und schwimmende Teer wurde mehrmals am Tag abgeschöpft. Diese Arbeiten sowie die Bearbeitung und Instandhaltung der etwa 50 Kuhlen erfolgte durch den sogenannten „Kuhlenkerl“. Meist hatten sich mehrere Bauern des Ortes gemeinsam eine Quelle gekauft, die auch den Kuhlenkerl bezahlten. Die „Teerkerlen“ mussten die klebrige schwarze Masse abschöpfen, in Fässer füllen und mit Handkarren auf die regionalen Märkte fahren. Das „Hängser Teer“ oder „Wagenschmer“ wurde als Wagenschmiere sowie als Heilmittel für Mensch und Tier verwendet. Mit dem Verkauf etablierten die größten Bauern der Gegend Hänigsen, als erste in der Neuzeit, den Handel mit dem schwarzen Öl aus ihren Tümpeln und zogen einen schwunghaften, auch überregionalen Handel bis nach Hamburg auf. Die jährliche Ausbeute aus einer Teerkuhle betrug zwischen 30 und 300 Liter Öl.
Im Jahr 1930 wurden insgesamt 40 Teerkuhlen am Kuhlenberg erfasst, die nach alter Tradition aus Sicherheitsgründen durch einen künstlichen Wall von der umgebenden freien Landschaft abgegrenzt worden waren. Nach den ersten ertragreichen Ölbohrungen in Hänigsen zu dieser Zeit wurden die Kuhlen weitestgehend eingeebnet. Heute weisen noch etwa 15 Vertiefungen auf frühere Kuhlen hin.

## Erdölmuseum und Denkmalschutz

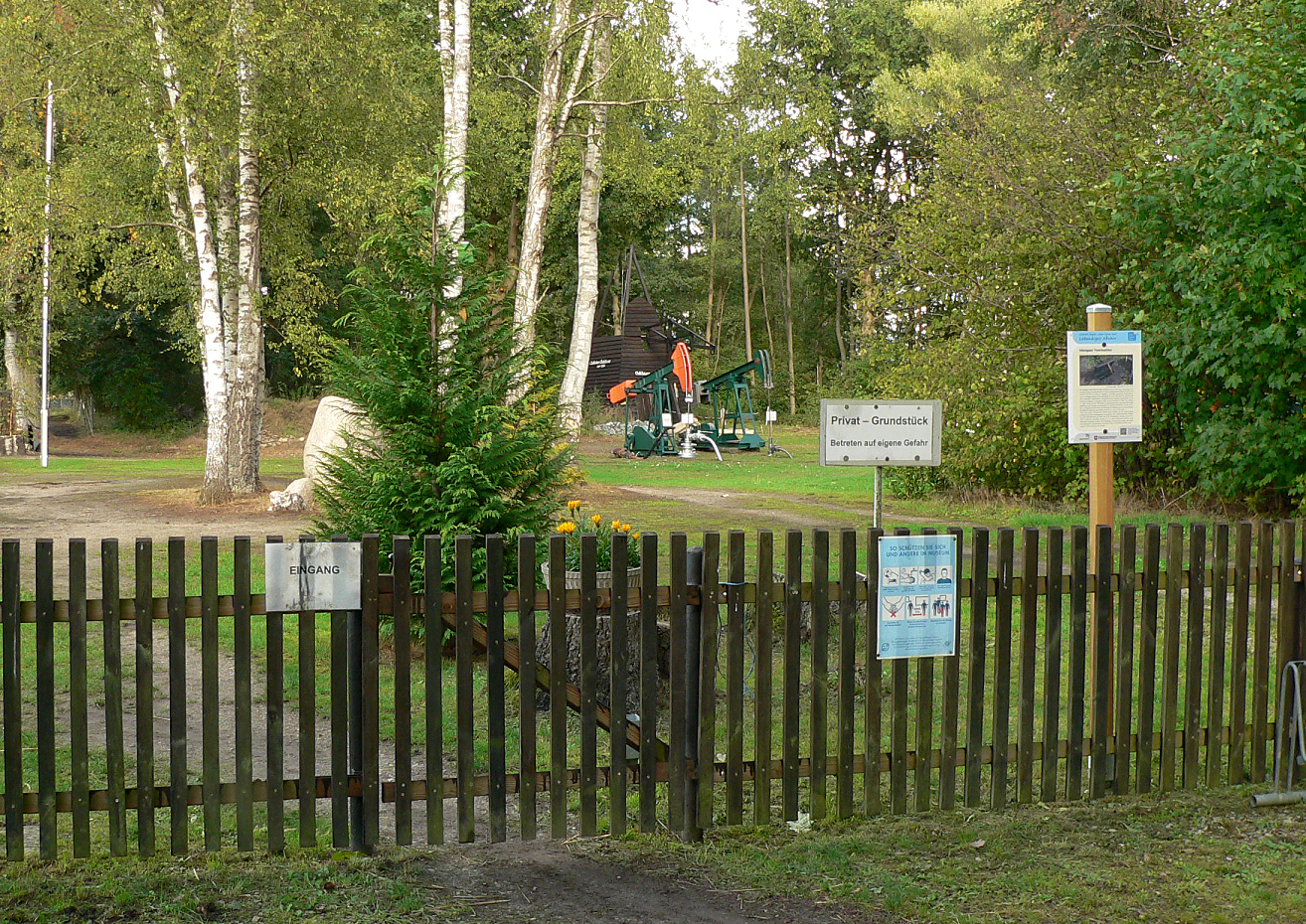
Gelände des Teerkuhlen-Museums Hänigsen

1986 entdeckten Mitglieder des Heimatbundes Hänigsen in einer Bodenvertiefung am Kuhlenberg braune Flecken im Schnee. Beim Ausheben des Erdbodens fanden sie Holzreste einer früheren Teergrube. Später hoben sie die Grube, die noch über die originale Verschalung aus Eichenholz verfügte, bis auf eine Tiefe von zwei Metern aus. Bis heute lassen sich aus der rekonstruierten Teerkuhle pro Jahr rund 10 Liter Öl auf dem Wasser abschöpfen. 1988 wurden die technischen Anlagen der Teerkuhlen als Gesamtanlage unter Denkmalschutz gestellt.
In den 1990er Jahren wurde im Bereich der Teerkuhlen das Teerkuhlen-Museum Hänigsen eingerichtet.

Exponate des Teerkuhlen-Museums Hänigsen
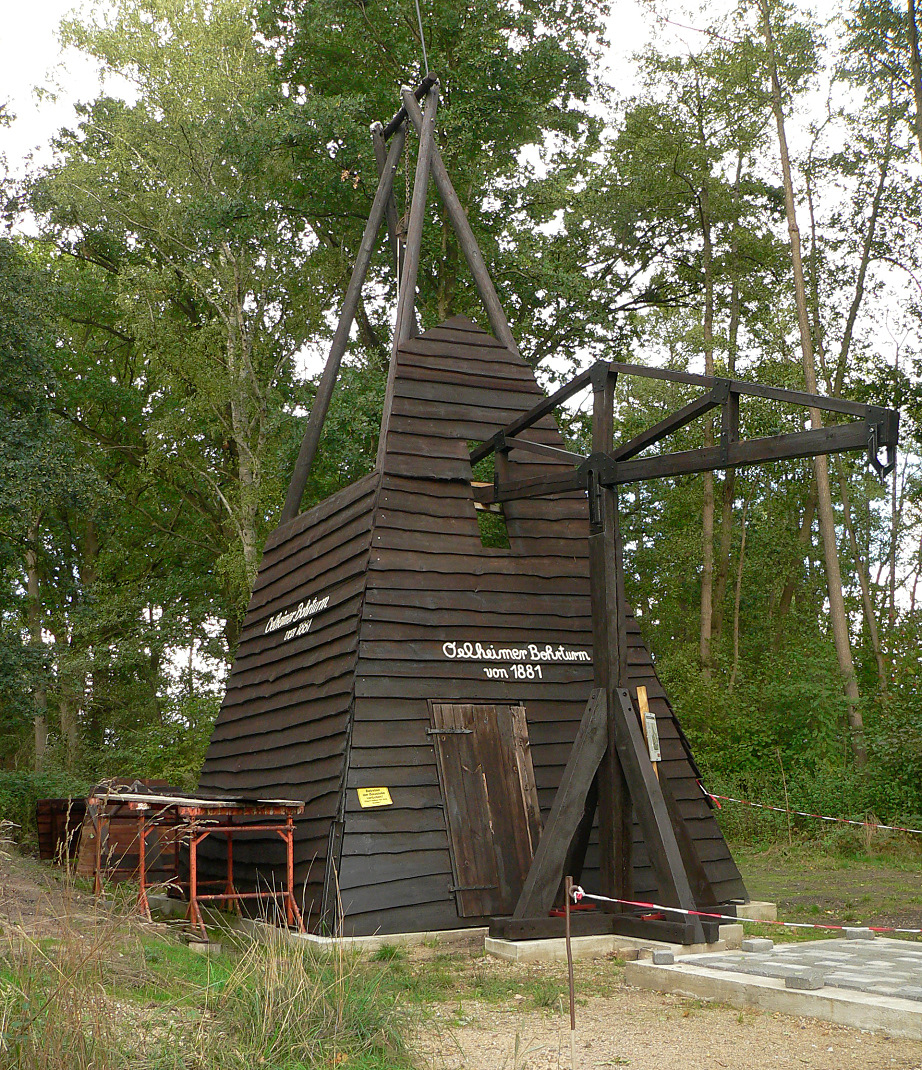
Nachbau des Bohr- und Förderturms „Mohr“ 3, der bei einer Erdölbohrung 1881 in Oelheim fündig wurde
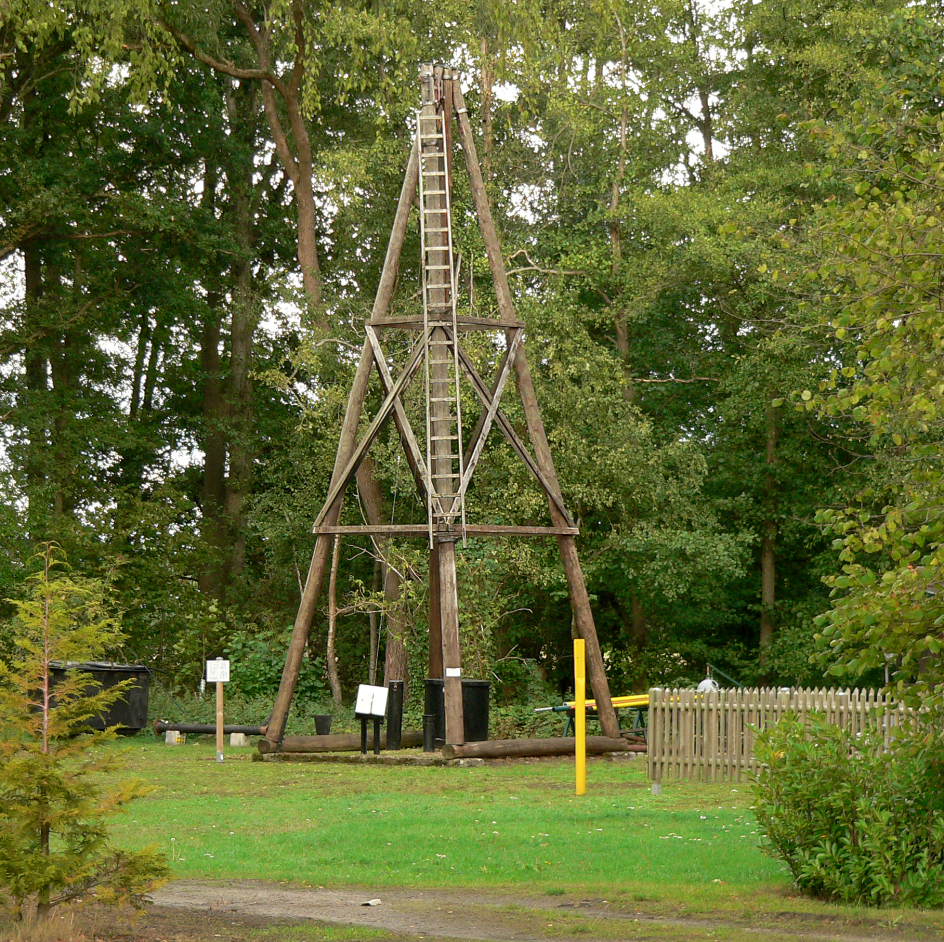
Hölzerner Bohrturm

## Historische Erdölgewinnung in der Region

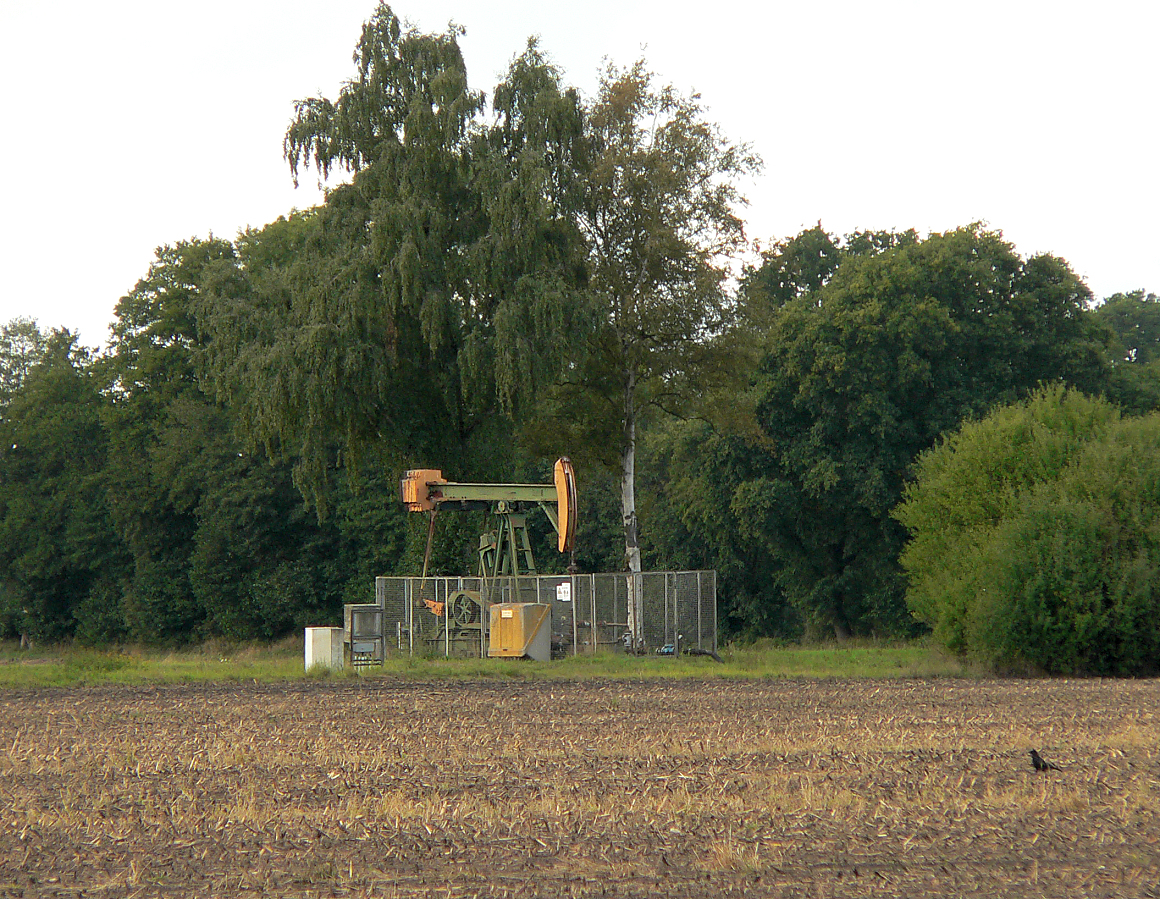
Tiefpumpe unweit vom Kuhlenberg in Hänigsen

1858 wurde an der Wallmann'schen Teerkuhle bei Wietze die erste erfolgreich durchgeführte Bohrung nach freifließendem Erdöl der Welt niedergebracht, die der Landvermesser Georg Christian Konrad Hunäus vornahm. Die Bohrung erfolgte einige Monate vor der legendären Bohrung von Edwin Drake in Titusville, Pennsylvania, an der der Beginn des Erdölzeitalters festgemacht wird. Anfang des 20. Jahrhunderts ragten in der Region Hunderte Bohrtürme in die Höhe, was dem Landstrich Wietze-Hänigsen zeitweise den Namen „Klein-Texas in der Heide“ einbrachte.
Diese Geschichte zeigt das Deutsche Erdölmuseum Wietze.
Die Region gilt als Geburtsstätte der internationalen Erdölindustrie. In Hänigsen liegen gemeinsam mit dem rund 25 Kilometer weiter nördlich liegenden Ort Wietze die Anfänge der deutschen Erdölförderung. Von diesen Ursprungsorten hat sich das Zentrum der deutschen Erdölindustrie in den folgenden 470 Jahren nie weit entfernt. Im 15 km weiter nördlich gelegenen Celle konzentrierten sich die Zulieferer von seismischen Geräten, von Messtechnik, Bohr- und Förderanlagen. Dort residierten der US-Gigant Halliburton, die Servicekonzerne Baker Hughes und Schlumberger, die Bohrmeisterschule und das älteste Tiefbohrunternehmen Europas ITAG, das seit 2001 zur Arabian International Petroleum Corporation (AIPC) aus Doha/Katar gehört.